# Joana Amaral Dias

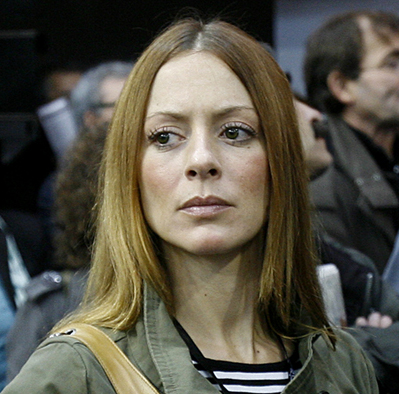
Joana Amaral Dias, líder de AGIR

Joana Vicente Beatriz Nunes Amaral Dias (Luanda, Angola colonial, 13 de mayo de 1973) es una psicóloga y política portuguesa.
Nació en Luanda en 1973, dos años antes de que ocurriese la independencia de Angola. Al igual que cientos de familias portuguesas asentadas en la colonia, abandonaron el país africano luego de su independencia, retornando a Portugal.
Además de su práctica clínica, su docencia universitaria y su investigación científica, es autora de numerosos trabajos y artículos académicos. En 2010 publicó el libro Maníacos de Qualidade (Maniacos de calidad).
Joana Amaral Dias también fue una de las más prominentes representantes del Bloque de Izquierda y fue elegida para el Parlamento portugués como independiente entre 2002 y 2005.
En las elecciones presidenciales de 2006 Joana Amaral Dias fue una partidaria activa de la candidatura de Mário Soares.